# Poziomy rozumienia pojęć matematycznych
Poziomy rozumienia pojęć matematycznych – koncepcja stworzona przez Zygfryda Dyrszlaga w 1972 roku, umożliwiająca kontrolę tego, w jakim stopniu rozumie się dane pojęcie matematyczne. Zdaniem Anny Zofii Krygowskiej „rozumienie przez uczniów pojęć matematycznych (...) to jeden z najważniejszych celów nauczania matematyki”.
Dyrszlag przedstawił cztery poziomy rozumienia pojęcia matematycznego, od najbardziej elementarnych po najwyższy poziom rozumienia:
1. poziom rozumienia definicyjnego,
2. poziom lokalnej komplikacji,
3. poziom uogólnienia,
4. poziom rozumienia strukturalnego[2][3][4][6].

Dyrszlag przedstawił również listę pytań i poleceń, jakie można zadawać w celu kontroli poziomu rozumienia pojęć matematycznych, jak np.: co jeśli...?, rozwiąż na kilka sposobów..., rozwiąż szybszym sposobem..., co jest szczególnym przypadkiem...?, co jest uogólnieniem...?, co jest nie tak z...?, czy to zawsze/czasem/nigdy...?, czy ... jest przykładem...?, opisz/opowiedz/narysuj/znajdź/rozwiąż/pokaż/zademonstruj/wykaż..., co można/trzeba dodać do tej definicji / usunąć z tej definicji?.
Dydaktycy matematyki uważają, że nauczyciele matematyki powinni znać poziomy rozumienia pojęć matematycznych autorstwa Zygfryda Dyrszlaga, ponieważ oprócz możliwości kontroli rozumienia pojęć matematycznych u uczniów, zrozumienie natury tych czterech poziomów może stanowić źródło wielu pomysłów w pracy nad utrwalaniem trudnego materiału.

## Poziomy rozumienia pojęć matematycznych

### Poziom rozumienia definicyjnego
Poziom definicyjnego rozumienia pojęcia jest najniższym poziomem rozumienia pojęć matematycznych, traktowanym przez Dyrszlaga jako niezbędne minimum. Zazwyczaj jest pierwszym poziomem rozumienia w procesie poznawania danego pojęcia matematycznego. Ten poziom często sprowadza się do formalnego manipulowania symbolami lub podawaniu z pamięci twierdzeń, definicji i przykładów, bez głębszego ich zrozumienia. Poziom ten przede wszystkim wymaga umiejętności posługiwania się poznaną formalną definicją, co może wymagać pokonania konfliktu intuicyjno-formalnego, tzn. sprzeczności między formalną definicją, a tym, co intuicyjnie uczeń sądził na temat danego pojęcia przed poznaniem jego precyzyjnej definicji.
Osoba rozumie dane pojęcie matematyczne na poziomie definicyjnym, gdy spełnia wszystkie poniższe warunki:
- potrafi podać formalną definicję pojęcia oraz wyszczególnić istotne elementy tejże definicji[1][4];
- spośród podanych przykładów potrafi wskazać, które z nich spełniają warunki definicji, a które nie[1][4];
- potrafi samodzielnie podać (lub przynajmniej określić sposób konstrukcji) własne desygnaty pojęcia[1][4];
- potrafi samodzielnie podać (lub przynajmniej określić sposób konstrukcji) własne nie-przykłady[a], tzn. przykłady, które nie są desygnatami pojęcia[1][4].

### Poziom lokalnej komplikacji
Poziom lokalnej komplikacji stanowi rozszerzenie poziomu definicyjnego o umiejętność wskazywania bardziej specyficznych desygnatów i nie-przykładów, jak np. przypadki graniczne. Poziom ten sprawdza poprawność transferu struktury formalnej pojęcia na grunt abstrakcyjny. Na tym poziomie dane pojęcie przestaje być w pełni wyizolowane od innych pojęć matematycznych, osoba rozumująca na poziomie lokalnej komplikacji jest w stanie dostrzegać pewne nadrzędne i podrzędne pojęcia oraz abstrahować pewne cechy tego pojęcia.
Osoba rozumie dane pojęcie matematyczne na poziomie lokalnej komplikacji, gdy spełnia wszystkie poniższe warunki:
- potrafi samodzielnie podać własne desygnaty pojęcia, przy narzuconych dodatkowych założeniach[2][4][9];
- potrafi samodzielnie podać własne nie-przykłady pojęcia, przy narzuconych dodatkowych założeniach[2][4][9];
- potrafi rozstrzygać, czy podany przypadek graniczny stanowi desygnat danego pojęcia, czy nie[2][9].

### Poziom uogólnienia
Poziom uogólnienia jest zdecydowanie wyższym poziomem rozumienia od poziomu definicyjnego oraz lokalnej komplikacji. Na tym poziomie następuje przejście od konkretu do ogółu, co umożliwia np. dowodzenie twierdzeń związanych z danym pojęciem.
Osoba rozumie dane pojęcie matematyczne na poziomie uogólnienia, gdy spełnia wszystkie poniższe warunki:
- potrafi określić stosunki zachodzące między danym pojęciem a pojęciami pokrewnymi[2][4][10];
- potrafi wskazać pojęcia nadrzędne (pominięcie pewnych cech danego pojęcia) i podrzędne (zawężenie pewnych cech danego pojęcia)[2][10];
- potrafi dokonać takiej klasyfikacji pojęcia nadrzędnego, w której jedną z klas jest dane pojęcie[4][10];
- potrafi rozwiązywać skomplikowane zadania w różnych formach zapisu oraz w zadaniach tych skupiać się wyłącznie na istotnych cechach danego pojęcia, ignorując niepotrzebne cechy[2][10];
- potrafi bez wahania natychmiast reagować na błędne stwierdzenia dotyczące danego pojęcia[4][10].

### Poziom rozumienia strukturalnego
Poziom rozumienia strukturalnego jest najwyższym możliwym poziomem rozumienia pojęcia matematycznego. Ten poziom polega na dostrzeżeniu szerokiej, ogólnej struktury zawierającej rozmaite modele matematyczne danego pojęcia.
Osoba rozumie dane pojęcie na poziomie strukturalnym, gdy potrafi samodzielnie i spontanicznie dostrzegać wspólne struktury różnych modeli matematycznych danego pojęcia oraz dostrzega analogie między danym pojęciem a innymi pojęciami.
Na poziomie szkolnym rozumienie pojęć matematycznych na poziomie strukturalnym jest praktycznie niemożliwe – realizowane jest dopiero na poziomie matematyki wyższej.

## Przykłady

### Poziomy rozumienia pojęcia funkcji
1. Uczeń/student rozumie, czym jest funkcja, na poziomie definicyjnym, gdy m.in.:
  - podaje z pamięci definicję funkcji: w postaci słownej, czynnościowej oraz symbolicznej[13];
  - wyróżnia dwa główne warunki definicyjne, tzn.: każdemu elementowi dziedziny przyporządkowany jest dokładnie jeden element przeciwdziedziny[13];
  - spośród kilku definicji wskazuje te, które są definicjami funkcji, oraz te, które nie są[13];
  - wymyśla równoważne definicje funkcji[13];
  - podaje warunki, jakie muszą być spełnione, by relacja nie była funkcją (zaprzeczenie definicji)[13];
  - podaje przykłady i nie-przykłady funkcji[13].
2. Uczeń/student rozumie, czym jest funkcja na poziomie lokalnej komplikacji, gdy m.in.:
  - podaje przykłady funkcji spełniających jakieś dodatkowe założenia, np.:
    - przykład funkcji ciągłej na dziedzinie, która nie jest różniczkowalna;
    - przykład funkcji rosnącej o wartościach ujemnych[14].

  - rozróżnia desygnaty pojęcia w przypadkach granicznych, np.:
    - Czy pojedynczy punkt w układzie współrzędnych może stanowić wykres funkcji?;
    - Czy istnieje funkcja, której dziedziną jest zbiór pusty?;
    - Czy istnieje funkcja, której dziedzina jest niepusta, a przeciwdziedzina jest zbiorem pustym?[14].

  - dokonuje takich zmian w przykładzie funkcji, by stał się nie-przykładem[14];
  - rozwiązuje zadania, wymagające dobrej znajomości definicji funkcji, np.:
    - Czy istnieje funkcja {\displaystyle f\colon \mathbb {R} \to \mathbb {R} } taka, że {\displaystyle \forall _{x\in \mathbb {R} }\ f(x+1)-f(x+3)=0,} która nie jest liniowa, ale jest ciągła na dziedzinie?[15].
3. Uczeń/student rozumie, czym jest funkcja na poziomie uogólnienia, gdy m.in.:
  - podaje pojęcia nadrzędne:
    - do pojęcia funkcji (np. przyporządkowanie, relacja, iloczyn kartezjański zbiorów);
    - do klas funkcji (np. funkcje wielomianowe jako nadrzędne do funkcji kwadratowej)[16].

  - podaje pojęcia podrzędne do pojęcia funkcji (np. ciągi liczbowe)[16];
  - dostrzega cechy wspólne i cechy różniące dla desygnatów różnych pojęć (np. dostrzega, że nie każda prosta w układzie współrzędnych jest wykresem funkcji jednej zmiennej)[16];
  - potrafi dokonywać uogólnień, np. rozwiązuje zadanie:

Co możesz powiedzieć o klasie wszystkich funkcji określonych na zbiorze liczb całkowitych, spełniających dla każdego argumentu warunek {\displaystyle f(x+1)-f(x+3)=0}?[15].
  - przeprowadza proste dowody matematyczne, np.:
    - Udowodnij, że złożenie funkcji rosnących jest funkcją rosnącą;
    - Niech {\displaystyle f\colon \mathbb {R} \to \mathbb {R} .} Udowodnij, że jeśli {\displaystyle \forall _{x\in \mathbb {R} }\ f(x+a)={\frac {1+f(x)}{1-f(x)}},} gdzie {\displaystyle a\neq 0} jest ustaloną liczbą, to funkcja {\displaystyle f} jest funkcją okresową[16].
4. Uczeń/student rozumie, czym jest funkcja, na poziomie strukturalnym, gdy m.in.:
  - dostrzega analogie w pozornie niezwiązanych ze sobą zadaniach, np. w różnych zadaniach optymalizacyjnych o analogicznych rozwiązaniach[12];
  - dostrzega analogie między różnymi klasami, np. między ciągiem a funkcją lub między ciągiem arytmetycznym a geometrycznym[12];
  - dostrzega analogie między modelami, np.
    - dostrzega analogie w notacji i języku między funkcjami rzeczywistymi a macierzami;
    - potrafi udowodnić, że zbiór izometrii własnych trójkąta równobocznego z działaniem składania tworzy grupę;
    - potrafi udowodnić, że zbiór wszystkich funkcji ciągłych na przedziale domkniętym o wartościach rzeczywistych z działaniem zwykłego dodawania funkcji i mnożenia funkcji przez liczbę, jest przestrzenią Banacha[12].